# Campionato Panamericano 1983 (hockey su pista)
Il campionato panamericano di hockey su pista 1983 è stata la seconda edizione dell'omonimo torneo di hockey su pista per squadre nazionali maschili americane. Il torneo si è svolto in Brasile a Sertãozinho dal 16 al 21 novembre 1983.
A vincere il torneo fu il Brasile per la prima volta nella sua storia precedendo in classifica gli Stati Uniti.

## Formula
Il campionato panamericano 1983 fu disputato da quattro selezioni nazionali tramite la formula del girone all'italiana con gare di andata e ritorno. Vennero attribuiti due punti per l'incontro vinto, uno per l'incontro pareggiato e zero in caso di sconfitta. La prima squadra classificata venne proclamata vincitrice del torneo.

## Squadre partecipanti
| Squadra     | Partecipazioni precedenti al torneo |
| ----------- | ----------------------------------- |
| Argentina   | 1 (1979)                            |
| Brasile     | 1 (1979)                            |
| Cile        | 1 (1979)                            |
| Stati Uniti | 1 (1979)                            |

Nota bene: nella sezione "partecipazioni precedenti al torneo" le date in grassetto indicano la squadra che ha vinto quell'edizione del torneo

## Svolgimento del torneo

### Classifica finale
| Pos. | Squadra     | Pt | G | V | N | P | GF | GS | DR |
| ---- | ----------- | -- | - | - | - | - | -- | -- | -- |
| 1.   | Brasile     | 9  | 6 | 4 | 1 | 1 | 22 | 16 | +6 |
| 2.   | Stati Uniti | 6  | 6 | 2 | 2 | 2 | 19 | 23 | -4 |
| 3.   | Argentina   | 5  | 6 | 2 | 1 | 3 | 23 | 23 | 0  |
| 4.   | Cile        | 4  | 6 | 2 | 0 | 4 | 24 | 26 | -2 |

### Risultati
| Data        | Ora | Gara      | Gara | Gara        |
| ----------- | --- | --------- | ---- | ----------- |
| 16 novembre |     | Argentina | 3-2  | Brasile     |
| 16 novembre |     | Cile      | 2-3  | Stati Uniti |
| 17 novembre |     | Argentina | 1-5  | Cile        |
| 17 novembre |     | Brasile   | 2-2  | Stati Uniti |
| 18 novembre |     | Argentina | 4-5  | Stati Uniti |
| 18 novembre |     | Brasile   | 5-4  | Cile        |

| Data        | Ora | Gara      | Gara | Gara        |
| ----------- | --- | --------- | ---- | ----------- |
| 19 novembre |     | Argentina | 3-4  | Brasile     |
| 19 novembre |     | Cile      | 8-3  | Stati Uniti |
| 20 novembre |     | Argentina | 4-4  | Stati Uniti |
| 20 novembre |     | Brasile   | 6-2  | Cile        |
| 21 novembre |     | Argentina | 8-3  | Cile        |
| 21 novembre |     | Brasile   | 3-2  | Stati Uniti |